# Niedziela Palmowa (książka)
Niedziela palmowa (tytuł org. Palm Sunday) – zbiór 31 opowiadań, esejów, przemówień, mów pogrzebowych oraz listów autorstwa Kurta Vonneguta. Vonnegut rozmieszcza powyższe formy literackie w swojej książce tak, by tworzyły autobiografię autora. Po raz pierwszy Niedziela Palmowa została wydana w Stanach Zjednoczonych w 1981 roku.
W książce Vonnegut przedstawia historię swoich przodków, swoją młodość, opisuje rozpad swojego małżeństwa, ale również obok m.in. rozważań nad gustami muzycznymi przedstawia swoje spojrzenie na problemy ówczesnej mu Ameryki oraz świata. Książka zawiera także opowiadanie science-fiction z 1972 roku (Big Space Fuck).